# Флаг Пересвета
Флаг Пересве́та — официальный символ муниципального образования городское поселение Пересвет Сергиево-Посадского муниципального района Московской области Российской Федерации.
Флаг утверждён 15 марта 2006 года и внесён в Государственный геральдический регистр Российской Федерации под номером 2286.
Флаг городского поселения Пересвет составлен на основании герба городского поселения Пересвет по правилам и соответствующим традициям вексиллологии и отражает исторические, культурные, социально-экономические, национальные и иные местные традиции.

## Описание
«Флаг города Пересвет представляет собой синее (голубое, лазурное) прямоугольное полотнище с отношением ширины к длине 2:3, воспроизводящее посередине жёлтую фигуру всадника с красным щитом сидящего на скачущем коне, сопровождаемую расположенными вертикально друг под другом по обеим сторонам ширины флага шестью белыми звёздами (по три с каждой стороны)».

## Обоснование символики
На флаге изображён древнерусский богатырь, святой Александр Пересвет, прославившийся, по легенде, в 1380 году поединком с Челубеем в начале Куликовской битвы. Крест на щите воина соотносится с легендой о благословении Пересвета на битву Сергием Радонежским, имя которого носит район, где расположен город Пересвет. Богатырь показан на скачущем вперёд и вверх коне, как бы показывая постоянное стремление жителей города к совершенству, к научному познанию неизведанного и привнесение горожанами-тружениками НИИХИММАШа своего вклада в развитие космической отрасли. На связь города с освоением космоса указывает также и белые четырёхлучевые звёзды.
Синий цвет символизирует космические дали, а также мир, искренность, честь, славу, преданность, истину и добродетель.
Жёлтый цвет символизирует прочность, величие, богатство, интеллект, великодушие и прозрение, а в отношении изображённого на флаге персонажа — сияние святости, являясь геральдическим аналогом нимба. Развевающийся жёлтый плащ за спиной Пересвета символизирует огонь, вырывающийся из сопел космических ракет во время их старта и полёта.
Белый цвет (серебро) — символ простоты, совершенства, мудрости, благородства, мира, взаимосотрудничества.
Красный цвет символ мужества, активности, энергии, праздника, жертвенности и красоты.